# Coulombiers (Vienne)
Pour les articles homonymes, voir Coulombiers.
Ne doit pas être confondu avec Colombiers (Vienne).
Coulombiers est une commune du Centre-Ouest de la France, située dans le département de la Vienne en région Nouvelle-Aquitaine.

## Géographie

### Localisation
Coulombiers est située à 18 km au sud-ouest de Poitiers.

### Communes limitrophes
| Boivre-la-Vallée | Béruges     | Fontaine-le-Comte |
|                  | Coulombiers | Marçay            |
| Lusignan         |             | Cloué             |

### Géologie et relief
La région de Coulombiers présente un paysage de plaines vallonnées plus ou moins boisées.
Le terroir se compose, sur les plateaux du seuil du Poitou :
- pour 97 % de bornais (ce sont des sols brun clair sur limons, profonds et humides, à tendance siliceuse) ;
- pour 3 % d'argile à silex peu profonde.

En 2006, 91,3 % de la superficie de la commune était occupée par l'agriculture, 5,8 % par des forêts et des milieux semi-naturels et 3 % par des zones construites et aménagées par l'homme (voirie).

### Hydrographie
La commune est traversée par 4,7 km de cours d'eau dont les principaux sont le Palais, un affluent du Clain, sur une longueur de 3,4 km et le Rune sur une longueur de 1,2 km.

### Climat
Pour des articles plus généraux, voir Climat de la Nouvelle-Aquitaine et Climat de la Vienne.
Historiquement, la commune est exposée à un climat océanique du nord-ouest.  
En 2020, Météo-France publie une typologie des climats de la France métropolitaine dans laquelle la commune est exposée à un climat océanique altéré et est dans la région climatique  Poitou-Charentes, caractérisée par un bon ensoleillement, particulièrement en été et des vents modérés.
Pour la période 1971-2000, la température annuelle moyenne est de 11,5 °C, avec une amplitude thermique annuelle de 14,9 °C. Le cumul annuel moyen de précipitations est de 770 mm, avec 11,6 jours de précipitations en janvier et 6,8 jours en juillet. Pour la période 1991-2020, la température moyenne annuelle observée sur la station météorologique la plus proche, située sur la commune de Lusignan à 7 km à vol d'oiseau, est de 12,1 °C et le cumul annuel moyen de précipitations est de 814,4 mm,. Pour l'avenir, les paramètres climatiques de la commune estimés pour 2050 selon différents scénarios d’émission de gaz à effet de serre sont consultables sur un site dédié publié par Météo-France en novembre 2022.

### Voies de communication et transports
Le centre bourg est traversé par la D 611.
La commune est également traversée par l’autoroute A10 et la ligne de chemin de fer Paris-Bordeaux.
.

## Urbanisme

### Typologie
Au 1er janvier 2024, Coulombiers est catégorisée bourg rural, selon la nouvelle grille communale de densité à sept niveaux définie par l'Insee en 2022.
Elle est située hors unité urbaine. Par ailleurs la commune fait partie de l'aire d'attraction de Poitiers, dont elle est une commune de la couronne,. Cette aire, qui regroupe 97 communes, est catégorisée dans les aires de 200 000 à moins de 700 000 habitants,.

### Occupation des sols
L'occupation des sols de la commune, telle qu'elle ressort de la base de données européenne d’occupation biophysique des sols Corine Land Cover (CLC), est marquée par l'importance des territoires agricoles (90,6 % en 2018), une proportion sensiblement équivalente à celle de 1990 (90,9 %). La répartition détaillée en 2018 est la suivante : 
terres arables (81,1 %), zones agricoles hétérogènes (5,5 %), forêts (5,2 %), prairies (4 %), zones industrielles ou commerciales et réseaux de communication (2,3 %), zones urbanisées (1,9 %). L'évolution de l’occupation des sols de la commune et de ses infrastructures peut être observée sur les différentes représentations cartographiques du territoire : la carte de Cassini (XVIIIe siècle), la carte d'état-major (1820-1866) et les cartes ou photos aériennes de l'IGN pour la période actuelle (1950 à aujourd'hui).

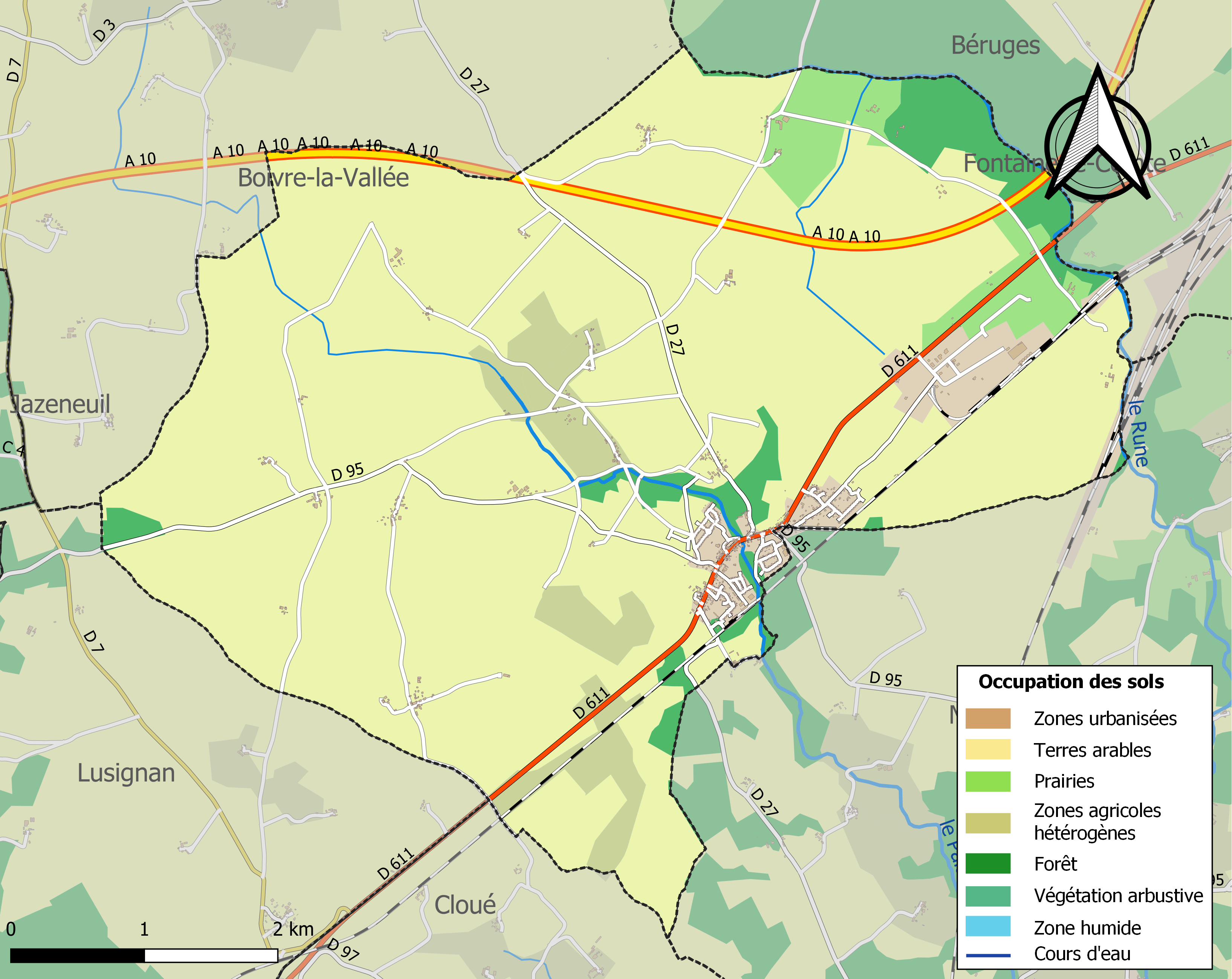
Carte des infrastructures et de l'occupation des sols de la commune en 2018 (CLC).

### Risques majeurs
Le territoire de la commune de Coulombiers est vulnérable à différents aléas naturels : météorologiques (tempête, orage, neige, grand froid, canicule ou sécheresse), mouvements de terrains et séisme (sismicité modérée). Il est également exposé à un risque technologique,  le transport de matières dangereuses. Un site publié par le BRGM permet d'évaluer simplement et rapidement les risques d'un bien localisé soit par son adresse soit par le numéro de sa parcelle.

#### Risques naturels

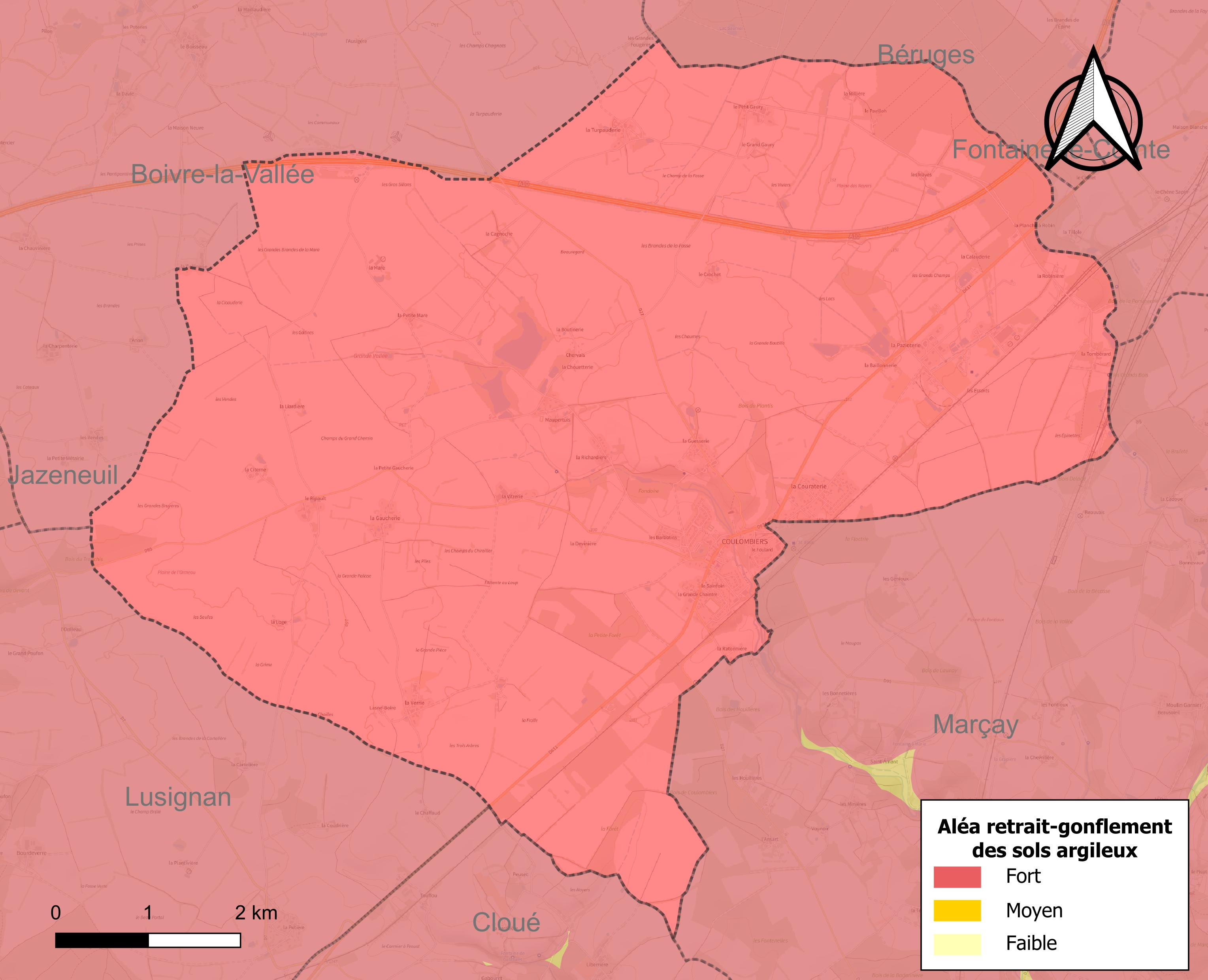
Carte des zones d'aléa retrait-gonflement des sols argileux de Coulombiers.

Les mouvements de terrains susceptibles de se produire sur la commune sont des tassements différentiels. Le retrait-gonflement des sols argileux est susceptible d'engendrer des dommages importants aux bâtiments en cas d’alternance de périodes de sécheresse et de pluie. La totalité de la commune est en aléa moyen ou fort (79,5 % au niveau départemental et 48,5 % au niveau national). Depuis le 1er octobre 2020, en application de la loi ÉLAN, différentes contraintes s'imposent aux vendeurs, maîtres d'ouvrages ou constructeurs de biens situés dans une zone classée en aléa moyen ou fort,.
La commune a été reconnue en état de catastrophe naturelle au titre des dommages causés par les inondations et coulées de boue survenues en 1982, 1993, 1999 et 2010, par la sécheresse en 1989, 2003, 2005, 2011 et 2017 et par des mouvements de terrain en 1999 et 2010.

## Toponymie
Le nom de la ville proviendrait du latin columba qui signifie colombier.

## Histoire
Comme la plupart du reste de la France, Coulombiers accueille favorablement les avancées de la Révolution française. Elle plante ainsi son arbre de la liberté, symbole de la Révolution. Il devient le lieu de ralliement de toutes les fêtes et des principaux événements révolutionnaires.
En 1848, avec la Révolution française de 1848 et le retour de la République, un arbre de la liberté est planté le 1er mars 1848 : un peuplier.

## Politique et administration

### Liste des maires
| Période                                  | Période  | Identité           | Étiquette | Qualité |
| ---------------------------------------- | -------- | ------------------ | --------- | ------- |
| 1888                                     | 1917     | Henri Papault      |           |         |
| 1917                                     | 1925     | Hilaire Parnaudeau |           |         |
| 1925                                     | 1929     | Anatole Papault    |           |         |
| 1929                                     | 1946     | Louis Sire         |           |         |
| 1946                                     | 1947     | Louis Pin          |           |         |
| 1947                                     | 1953     | Marcel Vadier      |           |         |
| 1953                                     | 1959     | Louis Pin          |           |         |
| 1959                                     | 1971     | André Authé        |           |         |
| 1971                                     | 1987     | André Hubert       |           |         |
| 1987                                     | 1989     | Jean Bougrier      |           |         |
| 1989                                     | 1995     | Pierrette Pin      |           |         |
| 1995                                     | 2001     | Madeleine Mancini  |           |         |
| 2001                                     | 2020     | Daniel Amilien     |           |         |
| mai 2020                                 | En cours | Isabelle Mopin     | DVG       |         |
| Les données manquantes sont à compléter. |          |                    |           |         |

### Instances judiciaires et administratives
La commune relève du tribunal d'instance de Poitiers, du tribunal de grande instance de Poitiers, de la cour d'appel Poitiers, du tribunal pour enfants de Poitiers, du conseil de prud'hommes de Poitiers, du tribunal de commerce de Poitiers, du tribunal administratif de Poitiers et de la cour administrative d'appel de Bordeaux, du tribunal des pensions de Poitiers, du tribunal des affaires de la Sécurité sociale de la Vienne, de la cour d’assises de la Vienne.

### Services publics
Les réformes successives de La Poste ont conduit à la fermeture de nombreux bureaux de poste ou à leur transformation en simple relais. Toutefois, la commune a pu maintenir le sien.

### Politique environnementale

#### Énergies nouvelles
Sur le site des Fontenelles, à cheval sur les communes de Cloué et de Coulombiers, devrait s'installer sept éoliennes en 2014-2015. Les études sont menées depuis mars 2009. Le parc devrait produire 31 000 MWh/an soit l'équivalent se la consommation électrique de 14 000 personnes.

## Démographie
L'évolution du nombre d'habitants est connue à travers les recensements de la population effectués dans la commune depuis 1793. Pour les communes de moins de 10 000 habitants, une enquête de recensement portant sur toute la population est réalisée tous les cinq ans, les populations de référence des années intermédiaires étant quant à elles estimées par interpolation ou extrapolation. Pour la commune, le premier recensement exhaustif entrant dans le cadre du nouveau dispositif a été réalisé en 2005.

En 2022, la commune comptait 1 143 habitants, en évolution de −1,38 % par rapport à 2016 (Vienne : +0,6 %, France hors Mayotte : +2,11 %).
| 1793 | 1800 | 1806 | 1821 | 1831 | 1836 | 1841 | 1846 | 1851 |
| ---- | ---- | ---- | ---- | ---- | ---- | ---- | ---- | ---- |
| 650  | 600  | 552  | 571  | 597  | 643  | 662  | 771  | 758  |

| 1856 | 1861 | 1866 | 1872 | 1876 | 1881 | 1886 | 1891 | 1896 |
| ---- | ---- | ---- | ---- | ---- | ---- | ---- | ---- | ---- |
| 883  | 812  | 805  | 749  | 744  | 735  | 786  | 769  | 744  |

| 1901 | 1906 | 1911 | 1921 | 1926 | 1931 | 1936 | 1946 | 1954 |
| ---- | ---- | ---- | ---- | ---- | ---- | ---- | ---- | ---- |
| 754  | 746  | 722  | 666  | 656  | 660  | 662  | 624  | 633  |

| 1962 | 1968 | 1975 | 1982 | 1990 | 1999  | 2005  | 2006  | 2010  |
| ---- | ---- | ---- | ---- | ---- | ----- | ----- | ----- | ----- |
| 639  | 670  | 724  | 919  | 962  | 1 017 | 1 049 | 1 048 | 1 083 |

| 2015  | 2020  | 2022  | - | - | - | - | - | - |
| ----- | ----- | ----- | - | - | - | - | - | - |
| 1 149 | 1 131 | 1 143 | - | - | - | - | - | - |

En 2008, selon l’INSEE, la densité de population de la commune était de 39 hab./km2, 61 hab./km2 pour le département, 68 hab./km2 pour la région Poitou-Charentes et 115 hab./km2 pour la France.

## Économie

### Agriculture
Selon la direction régionale de l'Alimentation, de l'Agriculture et de la Forêt de Poitou-Charentes, il n'y a plus que 24 exploitations agricoles en 2010 contre 29 en 2000.
Les surfaces agricoles utilisées ont légèrement diminué et sont passées de 2 108 hectares en 2000 à 2 053 hectares en 2010. 59 % sont destinées à la culture des céréales (blé tendre essentiellement mais aussi orges et maïs), 20 % pour les oléagineux (colza surtout et tournesol), 2 % pour les protéagineux, 12 % pour le fourrage et 1 % reste en herbes. En 2000, un hectare (0 en 2010) était consacré à la vigne.
8 exploitations en 2010 (contre 4 en 2000) abritent un élevage de bovins (508 têtes en 2010 contre 568 têtes en 2000). 3 exploitations en 2010 comme en 2000 abritent un élevage d'ovins (36 têtes en 2010 contre 35 têtes en 2000). L'élevage de volailles, comme celui des ovins est stagnant: 268 têtes en 2000 répartis sur 12 fermes contre 270 têtes en 2010 répartis sur 9 fermes.
L'élevage de chèvres a disparu en 2010 (554 têtes sur 3 fermes en 2000). Cette disparition est révélatrice de l’évolution qu’a connu, en région Poitou-Charentes, cet élevage au cours des deux dernières décennies: division par trois du nombre d’exploitations, augmentation des effectifs moyens par élevage (38 chèvres en 1988, 115 en 2000), division par 10 des chèvreries de 10 à 50 chèvres qui représentaient 50 % des troupeaux en 1988, et multiplication par 6 des élevages de plus de 200 chèvres qui regroupent, en 2000, 45 % du cheptel. Cette évolution a principalement pour origine la crise de surproduction laitière de 1990-1991 qui, en parallèle des mesures incitatives, a favorisé des départs d’éleveurs en préretraite.
Un élevage industriel de porcs (GAEC du Gabouret) se trouve sur le territoire communal (2 000 têtes).

## Culture locale et patrimoine

### Lieux et monuments
- Église Notre-Dame de Coulombiers.
- La croix de mission : depuis le XVIIe siècle, des croix de mission sont édifiées à l'occasion de missions populaires dans les villages et les bourgs. Les plantations de ces croix deviennent fréquentes à la fin du XIXe siècle et au début du XXe siècle, notamment à partir de 1905, en réaction à la laïcisation de la société. Celle de Coulombiers date de 1926. Elle est en bois de chêne et de fonte. Une première croix avait été plantée en décembre 1908 pour clore une semaine entière de cérémonies religieuses. La croix était destinée à perpétuer le souvenir de cette semaine. Elle avait été financée grâce à la générosité de deux familles. Une nouvelle croix est posée en 1926.
- Via Turonensis : la commune est traversée par la voie de Tours vers Compostelle empruntée par les pèlerins des Chemins de Compostelle, sur le GR655.
- Le lavoir alimenté par la rivière Palais

### Patrimoine naturel
Deux sites sont classés comme zone naturelle d’intérêt écologique, faunistique et floristique (ZNIEFF):
- La forêt de l'Épine,
- L'étang de Maupertuis

Selon l'Inventaire des arbres remarquables de Poitou-Charentes, il y a un arbre remarquable sur la commune qui est un peuplier noir d'Italie qui se trouve au 66, de la route nationale.

#### La forêt de l'Épine
La forêt de l’Épine est une zone naturelle d’intérêt écologique, faunistique et floristique (ZNIEFF) située à une dizaine de kilomètres au sud-ouest de Poitiers. C'est un massif de 600 hectares incluant plusieurs petits étangs. La forêt occupe un plateau faiblement ondulé. La forêt a connu une occupation industrielle ancienne qui a été à l'origine d'une surexploitation liée à une ancienne forge qui exploitait le fer sur place. De plus, la forêt a subi une dégradation récente due à la construction de l'autoroute A10 dont le tracé a écorné sa pointe sud.
La forêt est essentiellement peuplée de trembles, de bouleaux, de chênes et de quelques hêtres.
D'un point de vue botanique, les mares et les étangs de la forêt de l’Épine constituent un habitat fragile et précieux, notamment les étangs Saunier et du Merle. On y trouve une des rares plantes carnivores de France : l'Utriculaire citrine.
La forêt est d'une remarquable richesse mycologique puisque 200 espèces de champignons y ont été recensées.
La forêt est aussi un abri pour des rapaces. Sept espèces différentes y ont été observées parmi lesquelles des espèces menacées et protégées au niveau national comme le Busard Saint-Martin, le Faucon hobereau ou la Bondrée apivore. Il est possible aussi de voir plusieurs passereaux rares en Poitou et protégés dans toute la France comme le Pouillot siffleur ou le Gros-bec casse-noyau.
La forêt est aussi une réserve de chevreuils.

#### L'étang de Maupertuis
L’étang de Maupertuis se situe sur la commune de Coulombiers, à quelques kilomètres au sud de la forêt de l’Épine. C’est une zone classée d’intérêt écologique, faunistique et floristique (ZNIEFF). La zone classée englobe, en fait, deux étangs, ainsi que quelques mares et lambeaux de landes périphériques et des boisements attenants. Dans ce secteur du seuil du Poitou, le relief est peu différencié et les étangs occupent une petite cuvette au sein d’un plateau couvert de limons reposant sur des assises argileuses tertiaires remaniées. Sur ces sols limoneux ou limono-sableux profonds, acides et hydromorphes, les étangs et les habitats humides les ceinturant présentent un certain nombre de caractères typiques : eaux acides et pauvres en substance nutritives, subissant selon les saisons des variations de niveau, bordées de ceintures de végétation amphibie ou palustre - cariçaie, jonçaie - et de boisements de saules.
L’étang de Maupertuis et les zones limitrophes accueillent de nombreux oiseaux d’eau à différents moments cruciaux de leur cycle biologique : nidification des Grèbe huppé et Grèbe castagneux, deux espèces peu communes dans le département de la Vienne. L’étang est aussi une halte migratoire pour certains canards et petits échassiers. Enfin, c’est une zone d’alimentation pour de nombreuses espèces dont quelques rapaces nichant aux alentours.
Concernant les mammifères, les étangs constituent aussi une zone de chasse favorite pour les chauves-souris (la Murin de Daubenton), qui trouvent là les nombreux insectes qui représentent l’essentiel de leur diète.
Quant aux invertébrés, ils se signalent par la présence du Cordulégastre annelé, une des plus grandes libellules de France, dont le thorax et l’abdomen sont ornés de cercles jaunes sur un fond noir.
La zone abrite encore quelques éléments floristiques intéressants tels que l’Utriculaire citrine, une curieuse plante aquatique carnivore dont les feuilles possèdent de petites urnes (les utricules) capables de piéger par aspiration les micro-invertébrés aquatiques qui lui apportent un complément de nutrition azotée dans ces eaux très pauvres en sels nutritifs.

## Sources